# Paederia
Paederia är ett släkte av måreväxter. Paederia ingår i familjen måreväxter.

## Dottertaxa tillPaederia, i alfabetisk ordning[1]
- Paederia argentea
- Paederia axilliflora
- Paederia bojeriana
- Paederia brasiliensis
- Paederia calycina
- Paederia cavaleriei
- Paederia ciliata
- Paederia cruddasiana
- Paederia farinosa
- Paederia foetida
- Paederia grandidieri
- Paederia lanata
- Paederia lanuginosa
- Paederia linearis
- Paederia majungensis
- Paederia mandrarensis
- Paederia microcephala
- Paederia ntiti
- Paederia pallida
- Paederia pertomentosa
- Paederia pilifera
- Paederia pospischilii
- Paederia praetermissa
- Paederia sambiranensis
- Paederia spectatissima
- Paederia stenobotrya
- Paederia taolagnarensis
- Paederia thorelii
- Paederia thouarsiana
- Paederia verticillata
- Paederia yunnanensis